# Fångad av en stormvind
Fångad av en stormvind è stato il brano musicale vincitore dell'Eurovision Song Contest 1991, scritto da Stephan Berg ed interpretato dalla cantante Carola Häggkvist in rappresentanza della Svezia.

## Tracce
- 7" (Svezia)

1. Fångad av en stormvind — 3:00
2. Captured by a Lovestorm — 3:00